# Gazele Biznesu
Gazele Biznesu – ranking i wyróżnienie małych i średnich przedsiębiorstw wykazujących finansowe tendencje wzrostowe, organizowany przez Bonnier Polska (wydawcę Pulsu Biznesu) od 2000.

## Opis
Projekt realizowany jest przez dzienniki ekonomiczne należących do szwedzkiej grupy wydawniczej Bonnier. W Polsce ranking przygotowuje dziennik „Puls Biznesu”. Podobne zestawienia sporządzają dzienniki ze Szwecji, Danii, Litwy, Łotwy, Estonii i Słowenii.
Celem rankingu jest wskazanie i wyróżnienie najdynamiczniej rozwijających się małych i średnich przedsiębiorstw. 

## Warunki uczestnictwa
Przedsiębiorstwa mogą zgłosić się same lub też zostać wyselekcjonowane przez analityków współpracującej z redakcją „Pulsu Biznesu” wywiadowni gospodarczej. Analizowane są ich wyniki z trzech ostatnich lat. Muszą one spełnić następujące warunki:
- nieprzerwane prowadzenie działalności od ponad 3 lat,
- roczne przychody ze sprzedaży między 3 a 200 mln złotych w roku bazowym
- wzrost zysków oraz przychodów ze sprzedaży w badanym okresie,
- brak strat w badanym okresie,
- złożenie sprawozdań finansowych do Krajowego Rejestru Sądowego, przekazanie ich wywiadowni gospodarczej lub poprzez wypełnienie formularza zgłoszeniowego.

W rankingu nie mogą brać udziału przedsiębiorstwa oferujące usługi finansowe (banki, firmy ubezpieczeniowe, firmy faktoringowe, firmy leasingowe i firmy windykacyjne) oraz podmioty, które w badanym okresie miały chociaż raz ujemną wartość kapitału własnego.
Udział w rankingu jest bezpłatny.